# Unteroffiziersschüler

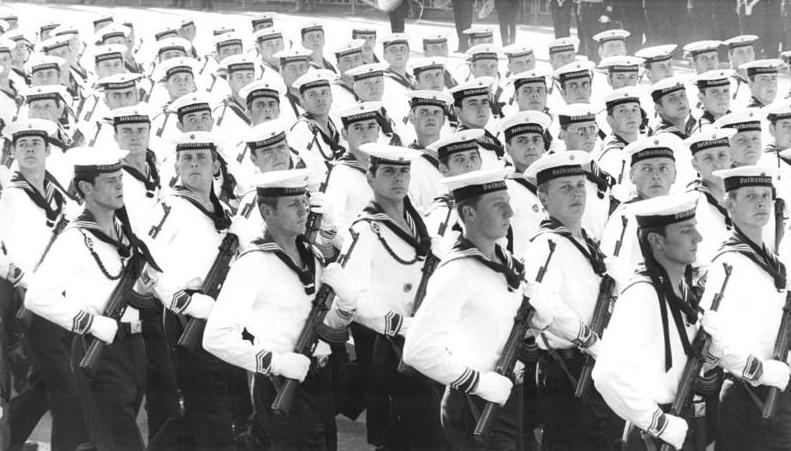
Ehrenformation Maat-Schüler der Flottenschule „Walter Steffens“, Ehrenparade in Berlin (7. Oktober 1979).

Als Unteroffiziersschüler (UffzS oder US; russisch Унтер-офицер курсант/ Kursant; englisch Unteroffizier candidate) bezeichnete man Soldaten der Nationalen Volksarmee, der Grenztruppen der DDR und anderer bewaffneter Organe der DDR während der Zeit der Ausbildung zum Unteroffizier auf Zeit (UaZ) oder Berufsunteroffizier. Diese erfolgte meist an einer Unteroffiziersschule. Das Äquivalent in der Volksmarine war der Maatschüler.
Diese Dienstgrade entsprachen den Unteroffizieranwärtern bzw. Maatanwärtern der Wehrmacht und der Bundeswehr.

## Ausbildung
Die Ausbildung erfolgte je nach Laufbahn und Verwendung an einer Militärtechnischen Schule der betreffenden Teilstreitkraft, der Flottenschule „Walter Steffens“ der Volksmarine oder in der Truppe, sie dauerte nach Fachrichtung und Verwendungsdauer sechs bis zehn, später sechs bis acht Monate.

## Zulassung
Voraussetzung für den Zugang zur Unteroffiziersausbildung war die mittlere Reife, die in der Regel durch den Abschluss der 10. Klasse der allgemeinbildenden Polytechnischen Oberschule (POS) erreicht wurde, Berufsunteroffiziersschüler mussten eine abgeschlossene Berufsausbildung vorweisen. Personen mit Berufsausbildung, aber einem niedrigeren Schulabschluss konnten unter gewissen Voraussetzungen auf dem zweiten Bildungsweg, beispielsweise durch Teilnahme an Sonderkursen, die Zugangsreife erlangen.

## Uniform
Die Uniform der Unteroffiziersschüler hing von ihrer vorgesehenen Verwendungsdauer ab, bei angehenden Unteroffizieren auf Zeit entsprach sie derjenigen der Soldaten, Berufsunteroffiziersschüler trugen im Innendienst Kammgarnuniformen. Der Felddienstanzug war für alle gleich.

## Rangabzeichen
Unteroffiziersschüler der Land- und Luftstreitkräfte sowie der Grenztruppen der DDR trugen auf Ausgangs- und (Winter)dienstuniform Mannschaftsschulterklappen (Soldat, ab Ende der 1980er Jahre Gefreiter) mit einem Querbalken aus Stoff in ihrer Waffenfarbe. Auf den Schulterstücken der Felddienstuniform war der Balken schwarz. Ausbilder, die selbst noch Uffz-Schüler waren, trugen zwei Querbalken wie Stabsgefreite. Unteroffizierschüler (UaZ) trugen einen silberfarbenen Unteroffizierswinkel (bei Maatschülern goldfarben) und das betreffende Laufbahnabzeichen am Ärmel von Uniformjacke und -mantel, wie beispielsweise den goldfarbenen Stern als Zeichen der nautischen Laufbahn. Der Doppelwinkel für Berufsunteroffiziere entfiel 1984 ersatzlos.